# Ferdinand van Boisschot
Ferdinand van Boisschot o de Boisschot (1570-1649), barón de Zaventem, fue un jurista y diplomático de los Países Bajos que llegó a ser canciller del Ducado de Brabante.

## Biografía
Boisschot nació en Bruselas el 26 de junio de 1570 como hijo de Jan Baptist van Boisschot y Catharina van den Troncke. Su padre era miembro del Consejo de Brabante y fue asesinado en los primeros momentos de la Rebelión de los Países Bajos durante los disturbios en Bruselas en 1577/78. Su familia se refugió en Colonia, donde Ferdinand comenzó sus estudios. Estudió Derecho en la Universidad de Colonia y en la Universidad de Lovaina y obtuvo el título de doctor en Derecho. A continuación se convirtió en miembro de la magistratura.

## Su ascenso y progresión hasta ser canciller
En 1592, Boisschot fue nombrado auditor general del Ejército de Flandes, cargo que desempeñó hasta 1611. Desde principios de 1611 hasta finales de 1615, fue representante diplomático en Londres de los archiduques soberanos Alberto e Isabel. En 1615, Felipe III de España le nombró caballero de la Orden de Santiago. Pasó otros cuatro años como embajador residente de los archiduques en París, y fue nombrado miembro del Consejo Privado y del Consejo de Estado en Bruselas.
En 1621, Boisschot fue elevado a la nobleza y se le concedió el señorío de Zaventem. Adquirió los castillos de Fontaine y Groot-Bijgaarden, así como los señoríos de Nossegem, Sterrebeek y Sint-Stevens-Woluwe. En 1644, se convirtió en conde de Erps. Fue nombrado canciller de Brabante, la más alta función civil del ducado de Brabante, en octubre de 1625, sucediendo a Petrus Peckius el Joven.

## Vida privada
Boisschot se casó con Anna Maria de Camudio en 1607. Su esposa era miembro de una prominente familia vasca, que había llegado a Bruselas como dama de compañía de la archiduquesa Isabel. Más tarde fue nombrada condesa de Erps. La pareja tuvo un hijo, Frans van Boisschot, conde de Erps, que se casó con Anne Marguerite, condesa de Lannoy. Tuvo dos nietas, de las que descienden los condes de Konigsegg-Rothenfels-Erps.
Boisschot murió en Bruselas el 24 de noviembre de 1649 y fue enterrado en la Iglesia de Nuestra Señora del Sablon.

## Mecenas
Boisschot encargó a Anton van Dyck un retrato de su esposa, del que sólo se conservan copias. Se cree que Van Dyck pintó un retrato colgante del propio Ferdinand van Boisschot del que existen varias copias. Algunos historiadores del arte creen que un retrato de Boisschot subastado por Sotheby's el 10 de julio de 2014 en Londres (lote 168) (anteriormente en la colección del conde de Warwick) es el original perdido de este cuadro.
Boisschot también adquirió de Van Dyck el cuadro San Martín y el mendigo, presumiblemente pintado hacia 1618, que donó a la iglesia de San Martín de Zaventem.